# FK Inkaras Kaunas

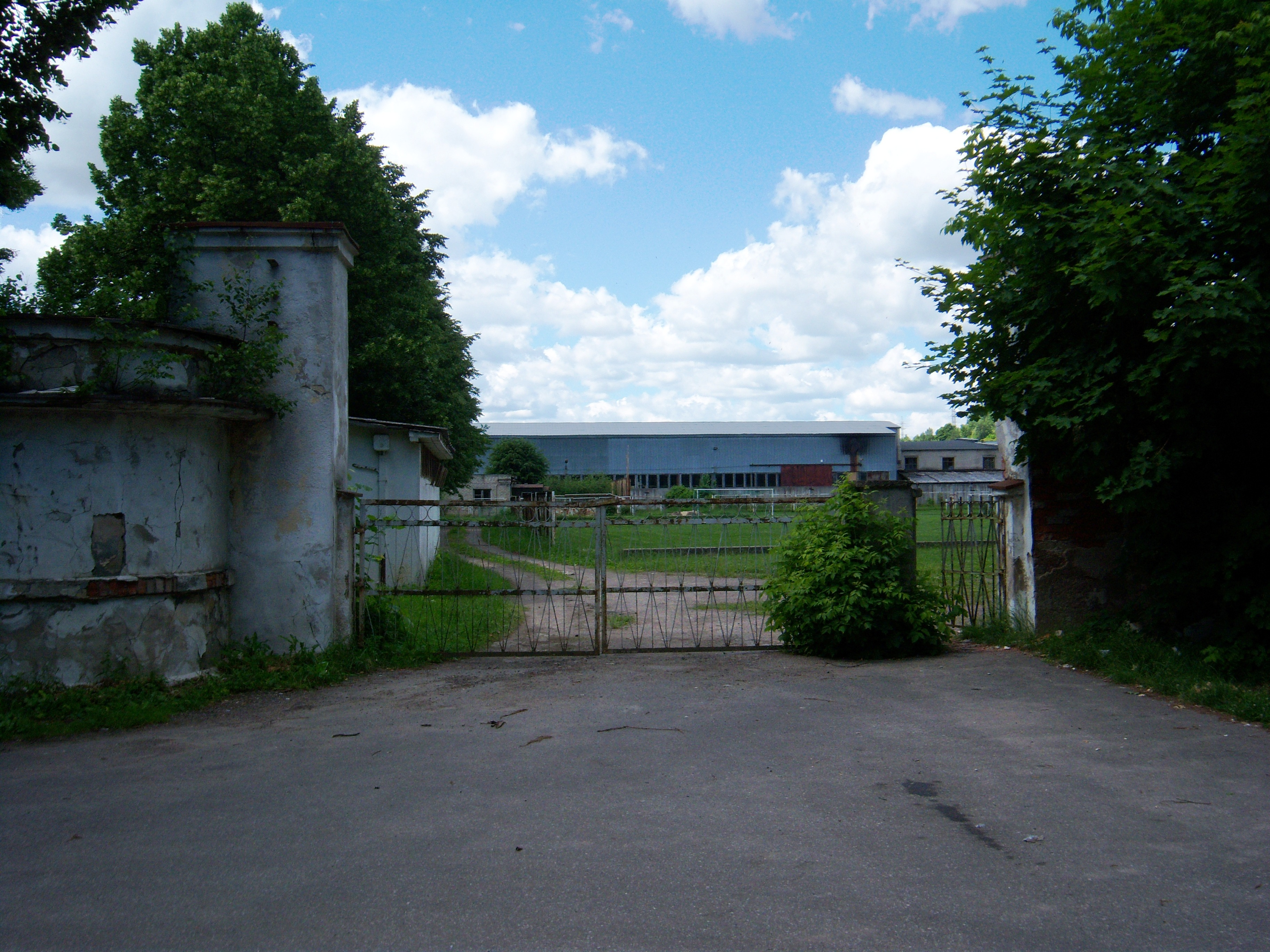
Eingang zum Inkaras-Stadion

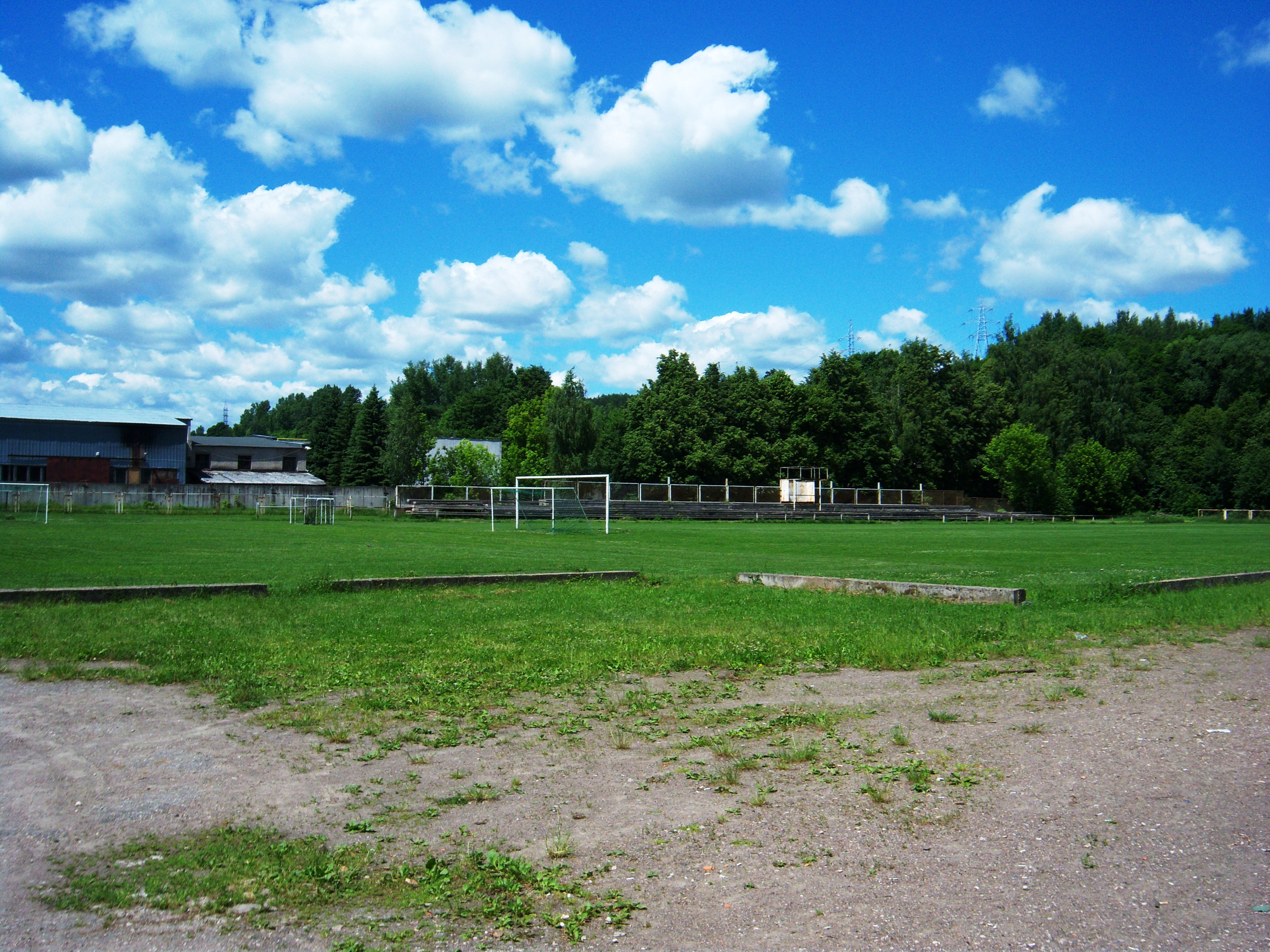
Inkaras-Stadion

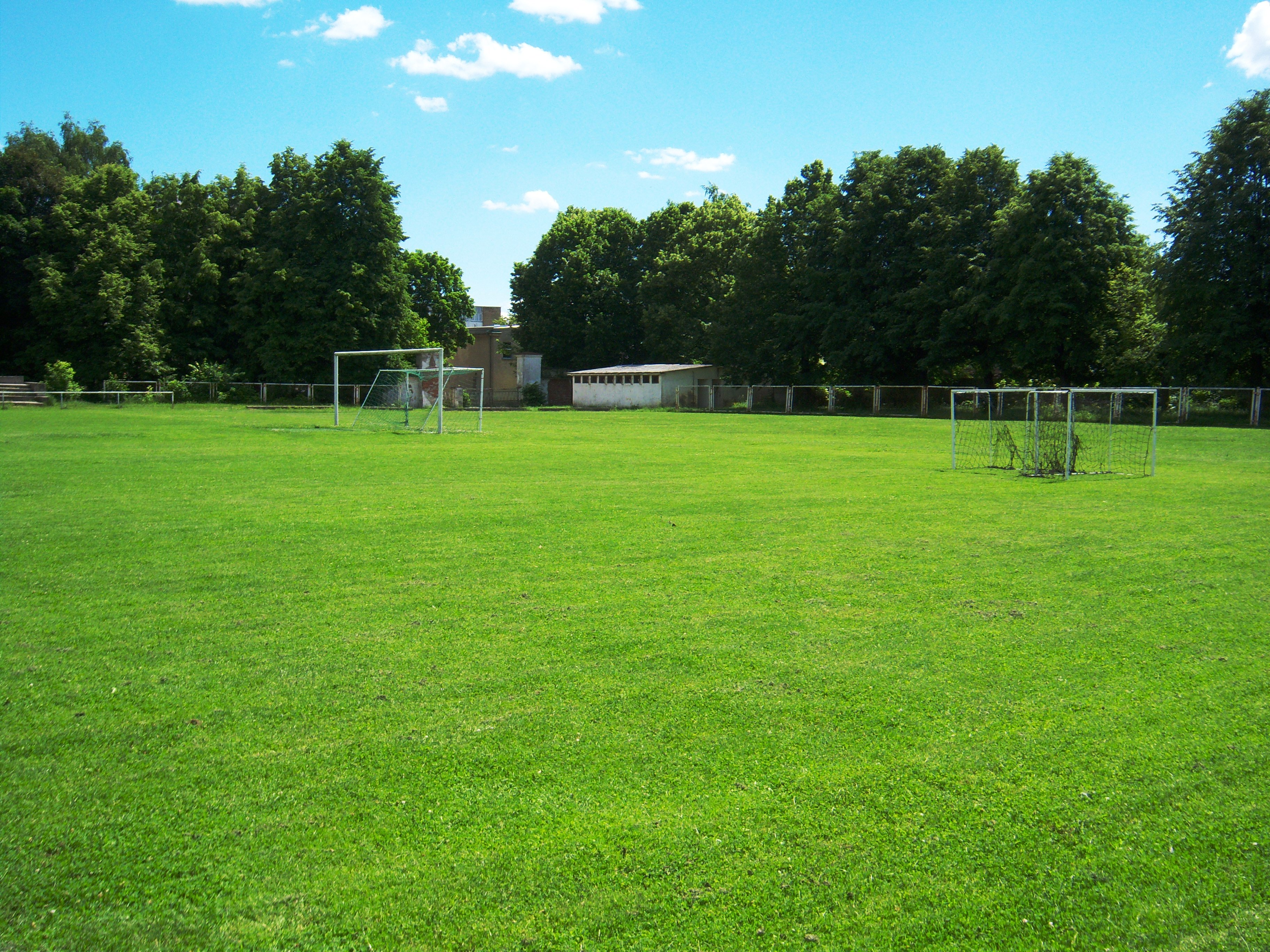
Inkaras-Platz

FK Inkaras Kaunas war ein litauischer Fußballverein aus der Stadt Kaunas. Er war zweimal Meister Litauens (1994–1996).

## Geschichte
Der Verein wurde 1937 an der Gummi-Fabrik Inkaras in Kaunas gegründet. Er holte seit der Unabhängigkeit 1990 zweimal in Folge den Meistertitel als FK Inkaras-Grifas Kaunas und spielte bis Ende 2002 in der ersten Liga. Danach wurde der Verein aufgelöst.

## Erfolge
- Litauischer Meister (2)
  - 1994/95, 1995/96

- Litauischer Pokalsieger (7)
  - 1948, 1949, 1951, 1954, 1965, 1969, 1995

- Litauischer Supercup-Sieger (1)
  - 1995

## Namensänderungen
- 1937 – Inkaras Kaunas
- 1991 – Vytis-Inkaras Kaunas
- 1991 – FK Inkaras Kaunas
- 1994 – FK Inkaras-Grifas Kaunas
- 1997 – FK Inkaras Kaunas
- 1998 – FK Inkaras-Atletas Kaunas
- 1999 – FK Inkaras Kaunas
- 2000 – FK Atletas-Inkaras Kaunas
- 2001 – FK Inkaras Kaunas

## 1. Ligazugehörigkeit
| Saison  | Platzierung |  | Saison  | Platzierung |
| ------- | ----------- |  | ------- | ----------- |
| 1990 1  | 6.          |  | 1996/97 | 3.          |
| 1991    | 14.         |  | 1997/98 | 4.          |
| 1991/92 | 10.         |  | 1998/99 | 5.          |
| 1992/93 | 9.          |  | 1999    | 6.          |
| 1993/94 | 8.          |  | 2000    | 9.          |
| 1994/95 | 1.          |  | 2001    | 5.          |
| 1995/96 | 1.          |  | 2002    | 5.          |

## Europapokalbilanz
| Saison  | Wettbewerb         | Runde                  | Gegner          | Gesamt          | Hin     | Rück          |
| ------- | ------------------ | ---------------------- | --------------- | --------------- | ------- | ------------- |
| 1995/96 | UEFA-Pokal         | 1. Qualifikationsrunde | Brøndby IF      | 0:6             | 0:3 (A) | 0:3 (H)       |
| 1996/97 | UEFA-Pokal         | 1. Qualifikationsrunde | Slawia Sofia    | 4:5             | 3:4 (A) | 1:1 (H)       |
| 1997/98 | UEFA-Pokal         | 1. Qualifikationsrunde | FC Boby Brünn   | 4:7             | 3:1 (H) | 1:6 (A)       |
| 1998    | UEFA Intertoto Cup | 1. Runde               | Baku Fəhləsi FK | 1:1 (5:4 i. E.) | 1:0 (H) | 0:1 n. V. (A) |
| 1998    | UEFA Intertoto Cup | 2. Runde               | Werder Bremen   | 1:5             | 1:4 (A) | 0:1 (H)       |

Gesamtbilanz: 10 Spiele, 2 Siege, 1 Unentschieden, 7 Niederlagen, 10:24 Tore (Tordifferenz −14)